# Chiesa di Sainte-Marguerite
La chiesa di Santa Margherita (in francese église Sainte-Marguerite) è un luogo di culto cattolico di Parigi situato nell'XI arrondissement; da esso prende il nome il quartiere Sainte-Marguerite in cui si trova. È sede dell'omonima parrocchia retta al clero dell'arcidiocesi di Parigi.
La chiesa si trova nei pressi delle stazioni della metropolitana di Parigi Faidherbe - Chaligny (linea ) e Charonne (linea ).

## Storia

### Le origini e gli ampliamenti

Le fasi di costruzione della chiesa.

L'area in cui attualmente sorge la chiesa di Santa Margherita, il sobborgo Saint-Antoine, agli inizi del XVII secolo faceva parte della parrocchia di Saint-Paul-Saint-Louis; nel 1623, per venire incontro alle esigenze della popolazione del sobborgo, privo di una chiesa propria, il parroco Antoine Fayet decise costruirvi una cappella, dedicata a santa Margherita di Antiochia. Inizialmente era stato concesso da parte del re un terreno, poi rivelatosi impraticabile; pertanto, il 10 ottobre 1624, venne donato da Jean de Vitry, signore di Reuilly, un terreno perché lì sorgesse la chiesa. La costruzione ebbe inizio nel 1625 a spese del parroco e terminò nel 1627.
Antoine Fayet volle che l'edificio di culto diventasse la cappella privata della sua famiglia e ottenne ciò nel 1629 con un pronunciamento del parlamento di Parigi; tuttavia, in seguito alla sua morte, nel febbraio 1634 entrò sotto la giurisdizione della parrocchia di Saint-Paul-Saint-Louis. Nel 1637 venne annesso alla cappella un cimitero.
Nel corso dei secoli XVII e XVIII la chiesa fu oggetto di una serie di modifiche ed ampliamenti: nel 1660 venne autorizzata la costruzione di due navate laterali, attuata nel 1669 contestualmente al prolungamento dell'aula che raddoppiò la propria lunghezza; nel 1679 fu costruita l'abside, che venne sostituita da un più profondo coro quadrangolare nel 1737, su progetto di François de l'Espée.
La chiesa venne ulteriormente ampliata nel 1703 per volere di Gilles Le Sourd, parroco di Saint-Paul-Saint-Louis, dalla quale dipendeva, con la costruzione della cappella dei Santi Giuseppe e Margherita che, con l'edificazione dirimpetto ad essa della cappella della Vergine nel 1724, andò a formare il transetto; tra il 1760 e il 1764, su progetto di Victor Louis, al transetto di sinistra venne a affiancata un'altra cappella, intitolata alle anime del Purgatorio. La chiesa divenne parrocchia autonoma nel 1712 per volere dell'arcivescovo di Parigi cardinale Louis-Antoine de Noailles.

### La rivoluzione francese e gli eventi successivi

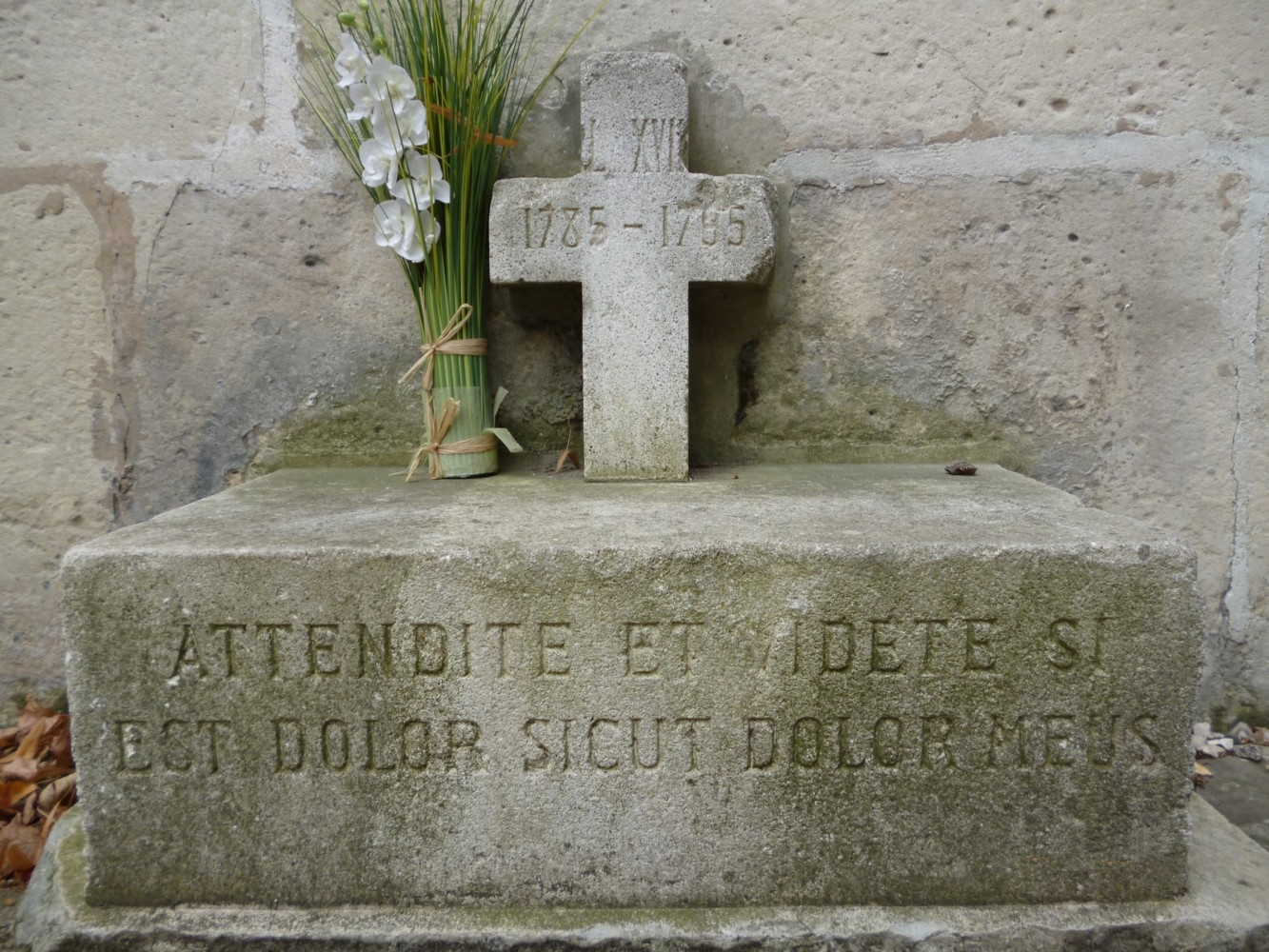
La presunta tomba di Luigi XVII nel cimitero attiguo alla chiesa.

Durante la rivoluzione francese, nell'attiguo cimitero vennero tumulati i corpi di più settantatré persone ghigliottinate e anche, secondo la leggenda (smentita dalle indagini necroscopiche successive), quello di Luigi XVII di Francia, morto all'età nel 1795 all'età di dieci anni a causa delle dure condizioni di prigionia cui era sottoposto presso le prigioni della torre del Tempio.
Nel medesimo periodo, la chiesa venne dapprima affidata dal 1790 al 1793 al clero costituzionale, quindi, nel 1795, fu adibita al culto teofilantropico con la denominazione di temple de la liberté et de l'egalité (in italiano: tempio della libertà e dell'uguaglianza). Tornò al culto cattolico nel 1803 e papa Pio VII vi celebrò la messa l'11 febbraio 1805 e in tale occasione donò un calice alla parrocchia. Successivamente venne edificata la facciata, in stile neoclassico.
La chiesa, già saccheggiata nel corso della rivoluzione francese, venne ulteriormente danneggiata nel corso della Comune di Parigi del 1871.
Il 14 dicembre 1928 la chiesa venne dichiarata monumento storico di Francia; la cappella delle anime del Purgatorio lo fu il 30 giugno 1960 e il cimitero (chiuso nel 1804) il 16 gennaio 1962.

## Descrizione

### Esterno

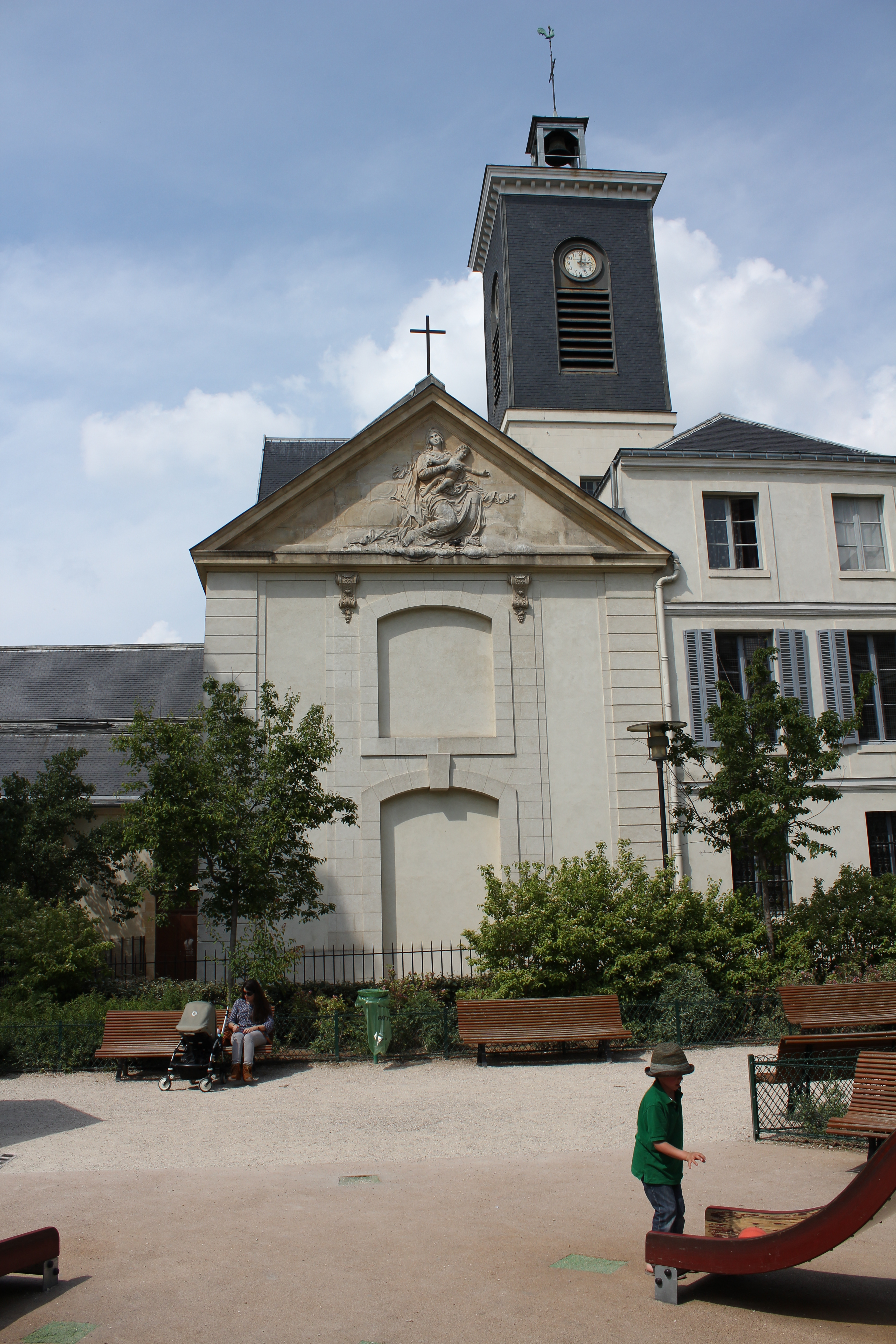
Il transetto di destra e il campanile.

La facciata principale della chiesa dà su rue Saint-Bernard ed è orientata verso ovest. Il prospetto risale agli inizi del XIX secolo ed è in stile neoclassico; con struttura a capanna, è coronata da un timpano triangolare poggiante su un alto cornicione ornato con un'alternanza di metope e triglifi. I tre portali, dei quali il maggiore notevolmente più ampio rispetto ai due laterali, sono posti tra alte lesene tuscaniche lisce, che suddividono verticalmente la facciata in tre settori.
Ciascuna delle due testate del transetto è caratterizzata dalla presenza di un frontone triangolare di coronamento decorato a bassorilievo: quello del braccio di destra rappresenta la Madonna col Bambino; quello del braccio di sinistra, invece, raffigura la Cena di Emmaus ed è anch'esso attribuito allo stesso scultore. Entrambe le sculture vennero realizzate nel 1724 dal parroco di Santa Margherita Jean-Baptiste Goy.
In corrispondenza dell'intersezione tra la navata laterale destra del coro e il transetto nord, si eleva la torre campanaria. Essa è caratterizzata dal fatto di essere in muratura solo nell'area del basamento, e di avere la cella campanaria con struttura lignea rivestita esternamente con tegole; quest'ultima si apre sull'esterno con una finestra ad arco su ciascun lato e accoglie un concerto di quattro campane installato nel 1804.

### Interno
La conformazione interna della chiesa rispecchia le numerose modifiche che essa ha subito nel corso dei secoli XVII e XVIII con gli ampliamenti successivi al nucleo originario, rintracciabile nella prima metà della navata centrale.

#### Aula
L'aula, più bassa e buia rispetto al coro, è suddivisa in tre navate da due file di sei arcate a tutto sesto poggianti su pilastri a base quadrangolare; la navata maggiore è coperta con volta a botte ribassata, la cui imposta è immediatamente al di sopra degli archi laterali, ed è illuminata da oculi ovali che si aprono nel soffitto.
Lungo le pareti delle navate laterali, invece, vi sono delle ampie monofore ogivali chiuse da vetrate policrome. A metà della navata di destra, vi è il monumento ai caduti della prima guerra mondiale, ricordati in una grande lapide e idealmente raffigurati in due vetrate policrome poste ai suoi lati; dirimpetto vi è il monumento funebre di Antoine Fayet, fondatore della chiesa morto nel 1634. Il pulpito (1704), posto a ridosso del pilastro tra la penultima e l'ultima arcata di destra, è in legno, con quattro bassorilievi raffiguranti (da destra): la Predicazione di san Pietro; la Predicazione di Gesù; la Predicazione di san Paolo; la Predicazione di san Giovanni Battista. Nella controfacciata delle navate laterali vi sono due dipinti: in quella di sinistra la Deposizione di Gesù dalla croce del manierista Charles Dorigny (prima metà del XVI secolo, prima del restauro del 2004 attribuito erroneamente a Francesco Salviati); in quella di destra la Strage degli innocenti dell'italiano Pacecco De Rosa (XVII secolo).

#### Capocroce

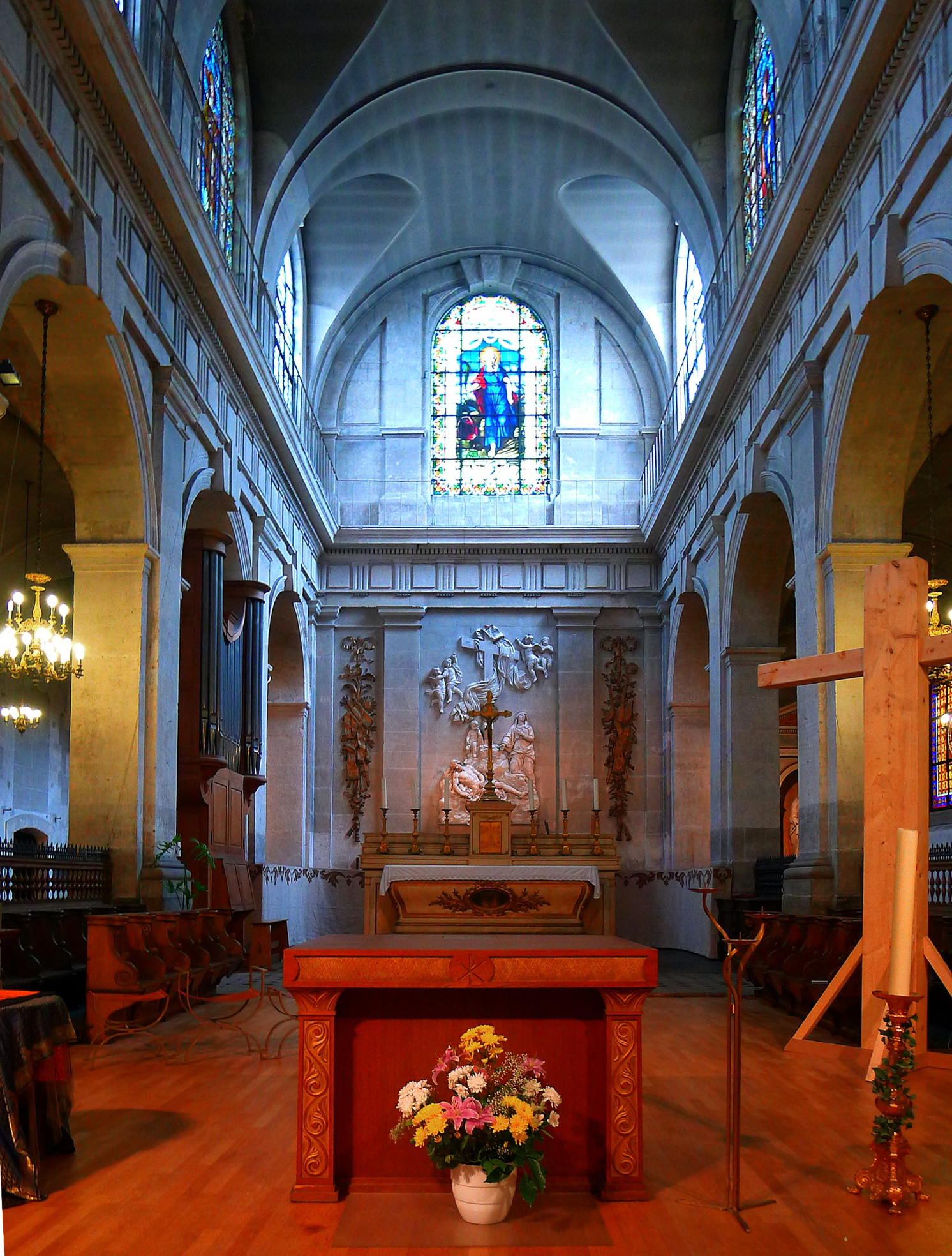
Interno del coro.

L'attuale coro della chiesa venne costruito in stile barocco nel 1737 su progetto di François de l'Espée; si compone di tre campate in aggiunta alla prima, costituita dai resti dell'abside quadrangolare della fine del XVII secolo e formante l'attuale crociera. L'ambiente è suddiviso in tre navate (delle quali la centrale notevolmente più alta rispetto a quella dell'aula) da due file di archi a tutto sesto poggianti su pilastri. La volta delle navate laterali è a crociera, mentre quella della maggiore, illuminata da grandi finestroni ad arco, è a botte lunettata.
Tra la penultima e l'ultima campata della navata mediana, vi è l'altare maggiore neoclassico, già affiancato dalle statue di due angeli adoranti. Alle sue spalle, il coro termina con una parete piatta scandita, nella parte inferiore, da lesene tuscaniche, che inquadrano il grande bassorilievo della Deposizione di Cristo dalla croce; realizzato nel 1705-1706 da Robert Le Lorrain e Eustache Nourrisson su disegno di François Girardon per il monumento funebre della moglie di quest'ultimo (morta nel 1698), si trovava originariamente nella chiesa di Saint-Landry sull'Île de la Cité, chiusa al culto nel 1791 e demolita nel 1829, e venne installato in Santa Margherita nel 1817 sotto la supervisione di Étienne-Hippolyte Godde. La grande vetrata policroma raffigurante Santa Margherita venne realizzata nel 1882 da Henri Carot rielaborando il soggetto dell'omonimo dipinto di Raffaello Sanzio.

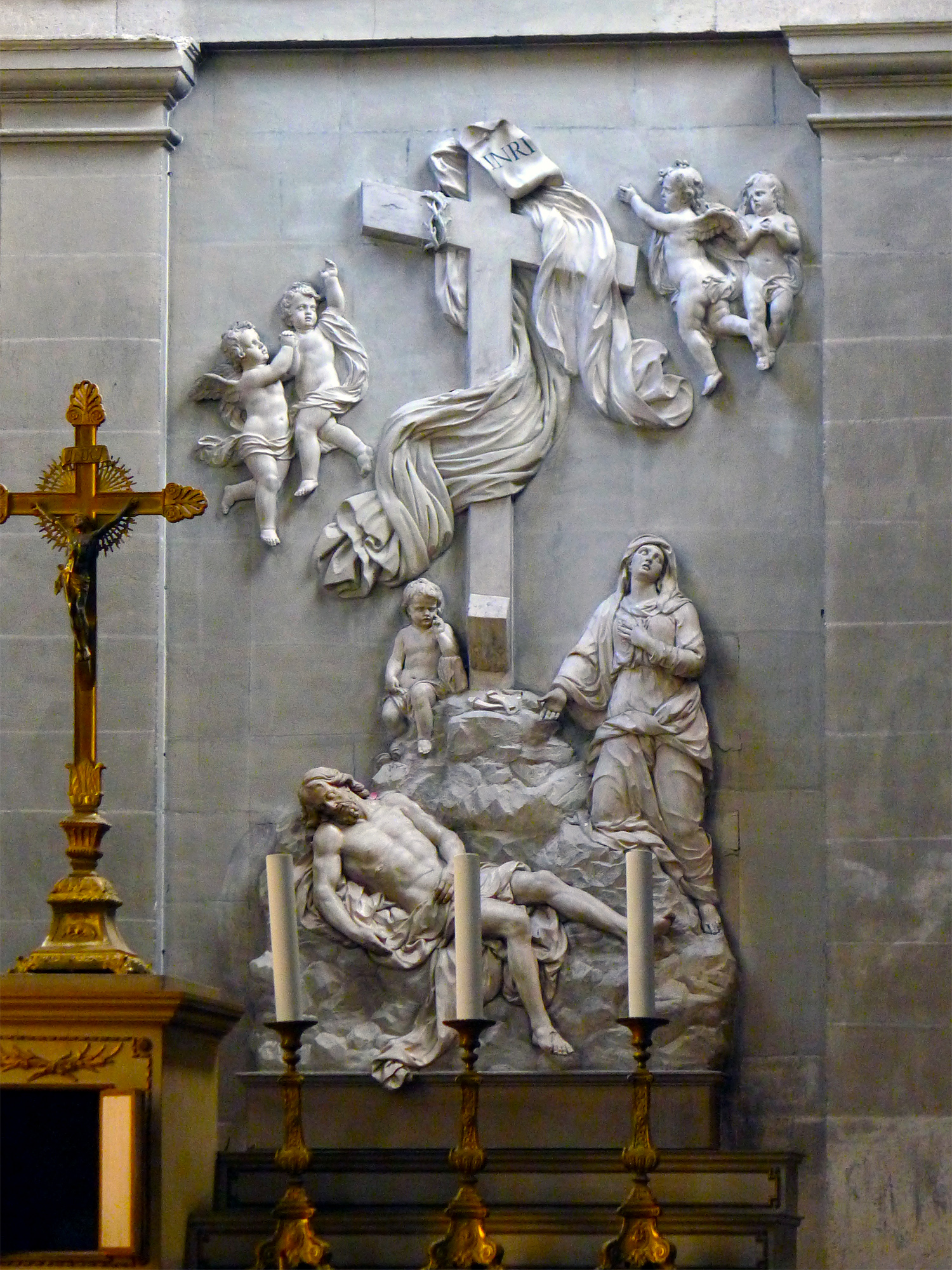
La Deposizione di Gesù dalla croce di Robert Le Lorrain e Eustache Nourrisson (1705-1706).

Il transetto di sinistra del transetto è costituito dalla cappella dedicata ai santi Giuseppe e Santa Margherita, costruita nel 1703. L'ambiente è a pianta rettangolare ed è illuminato da tre ampie finestre che si aprono nella parete di sinistra, chiuse da vetrate policrome novecentesche; sulla parete opposta, una serie di tele di Pierre-Antoine Vafflard con Scene della vita di santa Margherita, raffigurata anche in una statua di Charles-François Nanteuil-Leboeuf. Sull'altare vi è la statua di San Giuseppe col Bambino, posta tra le tele Sant'Ambrogio presenta a Dio la lettera di Teodosio di Louis Jean François Lagrenée (a destra, del 1764) e l'Apoteosi di san Vincenzo de' Paoli (a sinistra).
Il braccio di destra del transetto è costituito dalla cappella dedicata alla Vergine Maria, costruita nel 1724; a pianta rettangolare e con un sobrio soffitto a cassettoni, ospita una serie di tele dedicate alla vita di san Vincenzo de' Paoli, dipinte dal frate domenicano Jean André all'inizio del XVIII secolo. Le vetrate policrome di Julien Vosch (1924) raffigurano l'Annunciazione, la Natività e la Presentazione di Gesù al tempio.
Affiancata al transetto di sinistra vi è la cappella delle anime del Purgatorio, costruita tra il 1760 e il 1764 su progetto di Victor Louis, alla quale si accede tramite una doppia arcata nella navata laterale sinistra del coro. L'ambiente, coperto con volta a botte al centro del quale vi è un lucernario con vetrata policroma, è stato oggetto di restauro conservativo nel 2011 ed è caratterizzato dalla decorazione a trompe-l'œil di Paolo Antonio Brunetti che ricopre interamente le pareti e il soffitto. Essa raffigura una teoria di colonne ioniche scanalate alternate a statue delle Virtù teologali e Virtù cardinali; nel fregio, la Morte di Giacobbe in Egitto (a destra) e i Funerali di Giacobbe in Canaan (a sinistra). Alle spalle dell'altare, la cui mensa ha la forma di un sarcofago, vi è la grande tela di Gabriel Briard Passaggio delle anime del Purgatorio al cielo (1761).

### Organi a canne

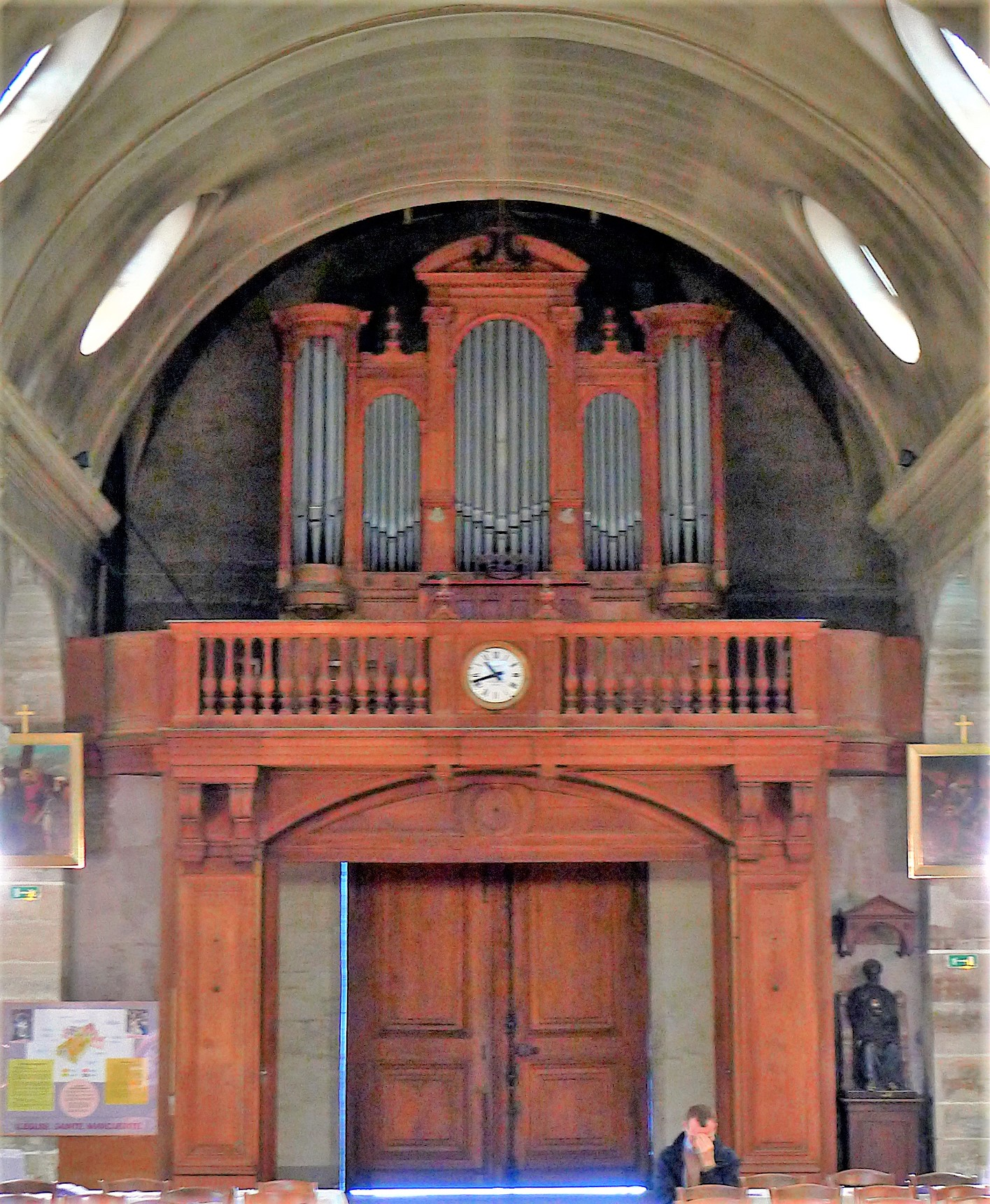
L'organo maggiore.

Nella chiesa di Santa Margherita si trovano due organi a canne: quello principale si trova nella navata centrale, mentre uno di minori dimensioni è situato nel coro.
L'organo maggiore è a ridosso della controfacciata, su una cantoria lignea; venne costruito nel 1875 dalla ditta Stoltz. Lo strumento è a trasmissione integralmente meccanica e dispone di 15 registri; la sua consolle, posta al centro della cantoria e rivolta verso la navata, ha due tastiere di 56 note e pedaliera di 30. Il materiale fonico è interamente alloggiato all'interno della cassa lignea in un sobrio stile neoclassico; la mostra, composta da canne di principale con bocche a scudo, si articola in tre campi ad arco, dei quali il maggiore sormontato da un timpano spezzato; alle estremità della facciata, trovano luogo due tourelles semicircolari.
L'organo del coro, situato sotto la penultima arcata di destra, venne costruito nel 1875 anch'esso dalla ditta Stoltz e nel 1970 fu oggetto di un intervento di restauro e modifica da parte della ditta Haerpfer-Erman; è a trasmissione meccanica e dispone di 12 registri (dei quali 11 reali) distribuiti su due manuali e pedale. La consolle è a finestra e si apre nella parte inferiore della facciata principale della cassa; quest'ultima, dai lineamenti molto semplici, presenta una mostra di canne di principale con bocche a scudo disposte in un unico campo, ai lati del quale vi sono due tourelles.